# Pojedynek po balu maskowym (obraz Thomasa Couture’a)
Pojedynek po balu maskowym (fr. Le Duel après le bal masqué) – obraz olejny namalowany przez francuskiego malarza Thomasa Couture’a w 1857, znajdujący się w zbiorach Wallace Collection w Londynie.

## Opis
Obraz przedstawia sześć postaci w kostiumach, zgromadzonych w lesie po balu maskowym. Arlekin (po lewej) i Pierrot, w towarzystwie sekundantów, przygotowują się do pojedynku. Arlekin wydaje się być bardziej pewny siebie niż Pierrot. Arlekin trzyma w dłoni floret, a sekundant Pierrota miecz. Po zachowaniu i uzbrojeniu pojedynkowiczów można wywnioskować, że będzie to nierówny bój.  
Chociaż kilka tego typu pojedynków miało miejsce w połowie XIX wieku we Francji, obraz Pojedynek po balu maskowym Couture’a był szczególnie kojarzony z walką dwóch polityków, Deluns-Montaud i Boitelle’a, w Lasku Bulońskim zimą 1856/1857. Istnieje większa wersja ze zbiorów Wallace Collection (71,5 × 90,5 cm), bez daty, w prywatnej kolekcji w amerykańskim mieście Houston w stanie Teksas. Trzy szkice do obrazu znajdują się w muzeum na zamku w Compiègne, a kolejne siedem zostało sprzedanych w Monako przez dom aukcyjny Sotheby’s w dniach 20–21 czerwca 1987 (828, 831 i 832).